# Modulär enhet
Inom matematiken är modulära enheter vissa enheter av ringen av heltal av kroppar av modulära funktioner, introducerade av Kubert och  Lang (1975). De är funktioner som vars nollställen och poler är begränsade till spetsarna.